# Hugh Smith (1er baronnet)
Hugh Smith, 1er baronnet (21 avril 1632-26 juillet 1680) est un homme politique anglais qui siège à la Chambre des communes en 1660 et 1679.

## Biographie
Il est le fils de Thomas Smith (1609-1642) (en) de Long Ashton, Somerset et de son épouse Florence Poulett, fille de John Poulett (1er baron Poulett) de Hinton St George, Somerset.

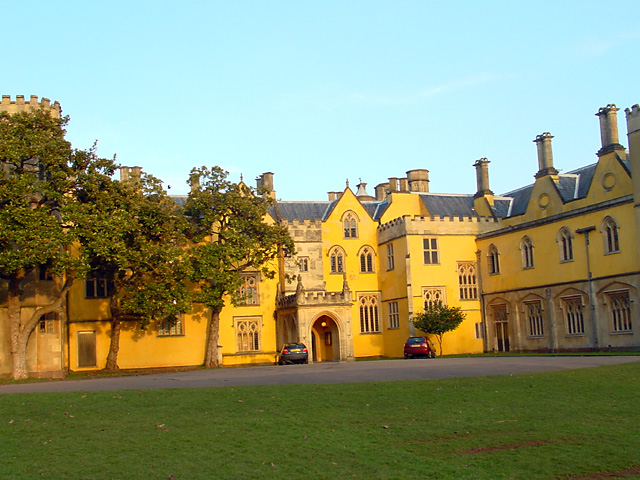
Ashton Court House - maison de la famille Smith

En 1660, il est élu député de Somerset au Parlement de la Convention. Il est créé baronnet de Ashton Court le 16 mai 1661 à la suite de la restauration anglaise, en reconnaissance de la loyauté de la famille envers la Couronne. Il est nommé haut shérif de Somerset pour 1665-1666 et réélu député de Somerset en 1679.
Il est décédé à l'âge de 48 ans. Il épouse Elizabeth Ashburnham, fille de John Ashburnham (en) d'Ashburnham et est remplacé par son fils John.